# مژدیف
مژدیف (به لاتین: Muzhdif) یک تقسیمات کشوری در تاجیکستان است که در ولایت سغد واقع شده‌است. مژدیف ۳۸۳ نفر جمعیت دارد.